# Dischidia micrantha
Dischidia micrantha är en oleanderväxtart som beskrevs av Odoardo Beccari. Dischidia micrantha ingår i släktet Dischidia och familjen oleanderväxter. Inga underarter finns listade i Catalogue of Life.